# Ampelozaur
Ampelozaur (Ampelosaurus atacis) – opancerzony zauropod z rodziny tytanozaurów (Titanosauridae). Zauropod spokrewniony z saltazaurem. Znaczenie nazwy: jaszczur z winnicy.
Żył w epoce kredy późnej (ok. 74–70 mln lat temu) na terenach współczesnej Europy. Długość ciała ok. 15 m, masa ok. 17 t. Jego szczątki znaleziono w Langwedocji we Francji.
Ampelozaur był największym tytanozaurem Europy. Posiadał pancerz na grzbiecie.